# Quercus subspathulata
Quercus subspathulata — вид рослин з родини букових (Fagaceae), поширений у Мексиці.

## Опис
Це дерево від 4 до 15 метрів заввишки; стовбур від 15 до 46 см у діаметрі. Гілочки без волосся, сірі, з блідо-жовтими сочевичками. Листки опадні, шкірясті, оберненояйцеподібні, лопатеві, 6–16 × 3–12 см; верхівка тупа до округлої; основа вузько округла до серцеподібної, іноді вухоподібна; край товстий, трохи загорнутий, хвилястий, зубчастий; обидві сторони майже голі; верх блискучий блідо-зелений; низ восковий, іноді є кілька залозистих волосків і менше зірчастих трихомів уздовж великих жилок; ніжка листка міцна, гола, 3–5 мм. Жолуді поодинокі або до 3 разом на ніжці змінної довжини, 7–10 мм завдовжки; чашечка вкриває 1/3 і більше горіха; дозрівають першого року.

## Середовище проживання
Поширення: Мексика (чихуахуа, Сонора, Сіналоа, Дуранго, Наярит, Халіско, Мічоакан). Росте на висотах від 900 до 2200 метрів, у ярах і схилах у складі дубових, сосново-дубових, гірських мезофільних та тропічних широколистяних лісів на глибоких кам'янистих ґрунтах.

## Використання
Використовується як дрова, вугілля, а також для виготовлення стовпів огорожі.

## Загрози
Вид страждає від трансформації середовища існування внаслідок вирубки та обробітку. Це лісовий вид, який зазнав значних руйнувань свого середовища існування, він погано зібраний і представлений у колекціях.